# 阿氏泉蟹属
阿氏泉蟹属（学名：Abortelphusa）是拟地蟹科的一属。

## 下属物种
本属包括以下物种：
- Abortelphusa namdaphaensis Mitra, 2020[1]